# Walenty Kalinowski
Walenty Aleksander Kalinowski herbu Kalinowa – polski szlachcic, generał ziem podolskich, starosta winnicki, zwinogrodzki. Zginął pod Cecorą w Mołdawii w 1620 r.
W 1609 r. król Polski Zygmunt III Waza nadał Kalinowskiemu dobra tulczyńskie i w  sąsiedztwie Buków olbrzymie puste dobra zwane Umany (Humań), gdzie postawił zamek, wcielił je do tych ostatnich. Również wzniósł zamki w Winnicy i Żwańcu.
Walenty Aleksander Kalinowski ożenił się z Elżbietą Strusiówną, z którą miał m.in. córkę Zofię.